# Fülöpszállás
Fülöpszállás je vas na Madžarskem, ki upravno spada pod podregijo Kiskőrösi Županije Bács-Kiskun.